# 吴秀峰
吴秀峰（1898年—1993年），男，广东增城人，中国社会活动家，曾任中国国民党革命委员会中央委员会常务委员，第五、六届全国政协委员。